# WTI-Frankfurt
Die WTI-Frankfurt-digital GmbH (kurz: WTI) war ein Anbieter von wissenschaftlich-technischen Fachinformationen. Ihre Zielgruppen sind Fach- und Führungskräfte aus Industrie, Forschung und Lehre sowie Studierende an technisch orientierten Hochschulen.

## Geschichte
Die WTI-Frankfurt eG wurde im November 2010 von den Mitarbeitern des ehemaligen Fachinformationszentrums Technik (kurz: FIZ Technik) gegründet. Ihren offiziellen Betrieb nahm die Genossenschaft zum 1. Januar 2011 auf. Zum Januar 2019 fand eine Umfirmierung zu einer Gesellschaft mit beschränkter Haftung (Deutschland) (GmbH) statt. Im Zuge dessen wurde der Firmenname zu WTI-Frankfurt-digital GmbH i. G. geändert. Im November 2019 wechselte die Geschäftsführung. Der neue Geschäftsführer, Jan Halstenbach, meldete im Jahr 2021 Insolvenz für das Unternehmen an.
Das FIZ Technik war neben dem FIZ Chemie und dem FIZ Karlsruhe eines der staatlich initiierten Fachinformationszentren mit Sitz in Frankfurt am Main. Es war das nationale Zentrum für technisch-wissenschaftliche Information und Dokumentation und wurde 1979 im Rahmen des Information und Dokumentation (IuD)-Programms gegründet. Ziel dieses Programms war die Schaffung eines dezentralen Systems mit verschiedenen Fachstellen. Die Zentralstelle der Dokumentation für Elektrotechnik (ZDE) und die Dokumentation Maschinenbau (DOMA) waren die Vorgängereinrichtungen, aus denen das FIZ Technik hervorging. FIZ Technik bestand aus zwei Unternehmen, dem FIZ Technik e. V. und der FIZ-Technik-Inform GmbH. Unterstützt und gefördert wurde der FIZ Technik e. V. insbesondere durch das Bundesministerium für Wirtschaft und Energie (BMWi).

## Tätigkeit
Die WTI arbeitet verlagsübergreifend und kooperiert mit verschiedenen Informationslieferanten. Das Spektrum reicht von klassischen ingenieurwissenschaftlichen Disziplinen, wie Maschinen- und Anlagenbau, Verfahrens-, Umwelt- und Werkstofftechnologie, Energietechnik, über Betriebsführung, Organisation und Management bis hin zu aktuellen politisch und wirtschaftlich relevanten Querschnittsthemen, wie Industrie 4.0, Elektromobilität und IT-Sicherheit. Mit online-basierten Recherche-, Informations- und Analyseservices bietet die WTI einen Zugang zu Informationen aus nationalen und internationalen Quellen. Dazu gehören Verlagspublikationen, sogenannte „graue Literatur“, Forschungsberichte und andere wissenschaftliche Arbeiten, Fachzeitschriften und Konferenzberichte.
Die Fachinformationen werden über Firmenportale und wissenschaftliche Bibliotheken vermittelt. Hinzu kommen Abonnementservices zu Flatrate-Preisen, Auftragsrecherchen, Dossiers sowie flankierende Beratungs- und Schulungsangebote. Für kleine und mittelständische Unternehmen (KMU) oder Handwerksbetriebe bietet WTI eine kostenlose Wissensbasis mit Materialien und Handreichungen aus öffentlich geförderten Projekten zur Digitalisierung sowie zum Umgang mit IKT im Unternehmen.
Strukturierte Fachdatenbanken und eine eigene Suchmaschine (TecFinder) bilden das Basisangebot von WTI. Die Inhalte werden in Inhaltsverzeichnissen und Kurzreferaten zusammengefasst und mit Hilfe eines Fachvokabulars, dem zweisprachigen (deutsch-englischen) Thesaurus Technik und Management (TEMA) sowie automatischer Verfahren, indexiert.

## Produkte
Produkte von WTI sind:
- Datenbanken und Themenpakete, die dauerhaft oder zeitlich befristet zu Flatrate-Preisen genutzt werden können, wie z. B.:
  - TEMA Themenpaket "Technik und Management"
  - Themenpaket "Elektromobilität"
  - Mittelstand-Materialien
  - TEMotive Elektromobilität
  - CEABA Chemische Technik und Biotechnologie
  - sowie zu Einzelthemen wie Textil, Drucktechnik, Betriebsführung und Organisation, Bergbau, Maschinen- und Anlagenbau, Medizintechnik, Werkstoffe, Elektrotechnik, Automotive, Umwelt und Informationswissenschaft.[1]
- Wissensplattform Elektromobilität, die im Rahmen eines BMWi-geförderten Projekts entstanden ist[10][11]
- Regelmäßige Übersichten über Neuerscheinungen zu vordefinierten Themengebieten (TecScan-Journale) im Abonnement
- Kundenspezifische Informationspakete und Dossiers (TecExpert)[1]
- Unterstützung des firmeninternen Wissens- und Innovationsmanagements mit Hilfe von Analyse- und Visualisierungstools und des TEMA -Thesaurus[1]
- Wissensspiele (TecGames) auf Basis des Informationsbestands von WTI

## Kunden
Die Kunden der WTI lassen sich grob in vier Gruppen unterteilen:
- Industrieunternehmen
- Technische Hochschulen im deutschsprachigen Raum bzw. Hochschulbibliotheken
- Forschungseinrichtungen
- Verbände

## Mitarbeiter- und Qualifikationsstruktur
Zu den insgesamt 30 Mitarbeitern von WTI an den Standorten Frankfurt am Main und Hannover gehören ingenieurwissenschaftlich ausgebildete Fachreferenten, IT-Fachkräfte und Information Professionals sowie auf die WTI-Themen spezialisierte freie Mitarbeiter.

## Partnerschaften und Kooperationsprojekte
- Die WTI arbeitet eng mit der Technischen Informationsbibliothek Hannover (TIB) zusammen, tauscht sich mit ihr über Inhalte, Methoden und Verfahren aus und kooperiert mit ihr in einem Thesaurus- und Ontologieprojekt.[1][12][13]
- Mitglieder des Vereins Deutscher Ingenieure (VDI) können über das Intranet des Verbandes zu Sonderkonditionen auf WTI-Angebote zugreifen.[14]
- Mit der auf E-Learning und Wissensmanagement spezialisierten Beratungsfirma Hoffmann&Reif hat sie ein auf der Informationsbasis von WTI basierendes Wissensspiel entwickelt (TecGames&TecAwards).
- Die WTI arbeitet darüber hinaus zusammen mit:
  - Fraunhofer Instituten und anderen Forschungseinrichtungen
  - Unternehmensberatungen
  - anderen Fachinformationsanbietern und Discovery Services
  - sowie mit den verschiedenen Verlagen, von denen sie regelmäßig Metadaten zur Vervollständigung ihrer Datenbanken erhält.
- Die Datenbanken TEMA Technik und Management und CEABA Chemische Technik und Biotechnologie von WTI sind auch bei den Fachinformationsanbietern verfügbar:
  - FIZ Karlsruhe[15]
  - GBI-Genios[16]

## Mitgliedschaften
Die WTI ist Mitglied in der Deutschen Gesellschaft für Information und Wissen (DGI). Das ehemalige WTI-Vorstandsmitglied Sigrid Riedel war von April 2015 bis Mai 2017 als Schatzmeisterin auch Mitglied des Vorstands der DGI.
Die WTI ist darüber hinaus Mitglied im Forum Elektromobilität.